# Сытник, Денис Леонидович
Дени́с Леони́дович Сы́тник (укр. Денис Леонідович Ситник; 14 октября 1986, Киев, Украинская ССР, СССР) — украинский футболист, полузащитник.

## Биография
В детско-юношеской футбольной лиге Украины выступал за киевские ДЮСШ-15 и «Локомотив-МСМ-ОМИКС», также за «Спартак-МАСТ» из Броваров. Летом 2007 года попал в луганский «Коммунальник». В сезоне 2007/08 во Второй лиге Украины Сытник провёл 13 матчей и забил 1 гол, «Коммунальник» в этом сезоне победил и вышел в Первую лигу. В 2008 году провёл 2 матча и забил 2 гола в любительском Кубке Украины за «Свитанок» из села Коваливка Васильковского района Киевской области.
Зимой 2009 года перешёл в «Горняк-Спорт» из Комсомольска по приглашению Юрия Малыгина. В команде во Второй лиге всего сыграл 16 матчей и забил 1 гол. Сыграл 2 матча в Кубке украинской лиги, по итогам турнира «Горняк-Спорт» дошёл до финала где проиграл винницкой «Ниве» (4:0).
Зимой 2010 года ему предложили продолжить карьеру в Исландии, Денис Сытник перешёл в клуб «Вестманнаэйяр». В чемпионате Исландии дебютировал 11 мая 2010 года в выездном матче против «Фрама» (2:0), Сытник провёл весь матч.
В начале 2014 года перешёл в армянский «Титан», который выступал в Первой лиге Украины. В составе команды провёл 7 матчей. По окончании сезона «Титан» прекратил своё существование и был расформировал, в связи с аннексией Крыма Россией.
В конце лета 2014 года перешёл в мальтийский клуб «Марсаскала». Контракт будет действовать до апреля 2015 года.
В январе 2016 года перешёл в мальтийский клуб второго дивизиона «Сенгли Атлетик».

## Достижения
- Победитель Второй лиге Украины (1): 2007/08
- Финалист Кубка украинской лиги (1): 2009/10
- Бронзовый призёр чемпионата Исландии (1): 2010

## Личная жизнь
В Исландии он общается с 3 женщинами с Украины. В клубе он общается на английском языке. Сам клуб для Дениса арендует квартиру.